# Simulium alidae
Simulium alidae är en tvåvingeart som beskrevs av Pilaka och Elouard 1997. Simulium alidae ingår i släktet Simulium och familjen knott. Inga underarter finns listade i Catalogue of Life.